# 帕济
帕济（法語：Pazy，法語發音：[pazi]）是法国涅夫勒省的一个市镇，属于克拉姆西区。

## 地理
帕济（47°13'45"N, 3°37'36"E）面积21.99 平方千米，位于法国勃艮第-弗朗什-孔泰大區涅夫勒省，该省份为法国中部省份，北至约讷省，西北接卢瓦雷省，西接谢尔省，南至阿列省，东南接索恩-卢瓦尔省，东临科多尔省。
与帕济接壤的市镇（或旧市镇、城区）包括：绍莫、拉科朗塞勒、科尔比尼、吉皮、埃里、萨尔迪莱塞皮里、维特里拉谢。

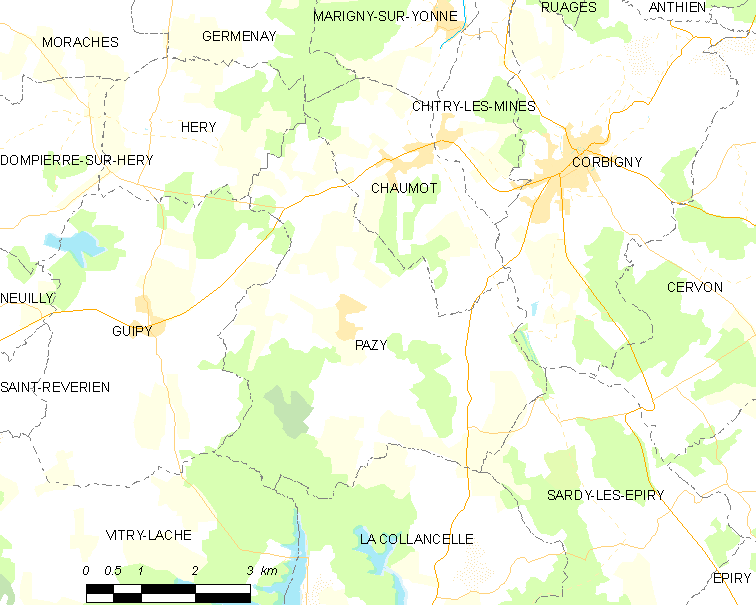
帕济的OSM定位图

帕济的时区为UTC+01:00、UTC+02:00（夏令时）。

## 行政
帕济的邮政编码为58800，INSEE市镇编码为58208。

## 政治
帕济所属的省级选区为科尔比尼县。

## 人口

1962-2008年间帕济人口变化图示

帕济于2022年1月1日时的人口数量为293人。